# 弘恭
弘 恭（こう きょう、生没年不詳）は、前漢の宦官。沛郡沛県の人。

## 略歴
若いときに法律に触れて腐刑（宮刑）にされ、中黄門となり、中尚書（中書）に選ばれた。宣帝の時に中書令となり、中書僕射石顕と共に有能さを称えられた（『漢書』佞幸伝）。
宣帝より元帝の輔弼を任された蕭望之らと対立し、蕭望之を自殺に追い込んで宦官による支配体制を維持した。
『漢書』佞幸伝によると元帝即位から数年で死亡したという。